# Gennaro Migliore
Gennaro Migliore (Napoli, 21 giugno 1968) è un politico italiano, deputato alla Camera dal 2006 al 2008 e dal 2013 al 2022.
Dal 2019 è un esponente di Italia Viva. È stato Sottosegretario di Stato al Ministero della giustizia dal 29 gennaio 2016 al 1º giugno 2018 nei governi Renzi e Gentiloni.
Dal 2 giugno 2021 al 13 ottobre 2022 è stato Presidente dell'Assemblea parlamentare del Mediterraneo (PAM). Dal 20 novembre 2021 al 28 febbraio 2023 è stato Presidente della Commissione sulle tematiche del Medio Oriente presso l'Assemblea della Unione Inter-Parlamentare (IPU).

## Biografia
Sposato e con due figli, sin dalla nascita ha vissuto a Casoria.
Dopo aver conseguito la maturità scientifica nel 1987, si iscrisse al corso di laurea in fisica presso l'Università degli Studi di Napoli "Federico II". Consegue la laurea nel 2012, con una tesi dal titolo "Distribuzioni partoniche nella diffusione profondamente inelastica" con votazione finale 110/110 e lode. È iscritto dal 2004 all'albo dei giornalisti del Lazio, elenco pubblicisti.

## Carriera politica

### Gli inizi
Dopo una lunga esperienza nei movimenti studenteschi e pacifisti si iscrive al Partito della Rifondazione Comunista nel 1993. L'anno successivo, nel 1994, è tra gli organizzatori del primo controvertice dei G7 tenutosi in Italia a Napoli.
Dal 1995 al 1997 è ufficialmente il primo responsabile nazionale dell'organizzazione giovanile del PRC, i Giovani Comunisti. Nel 1996 viene eletto segretario della federazione di Napoli del PRC e diventa membro della direzione nazionale del partito.
Nel 2001 viene eletto responsabile Esteri e pace del PRC e nel 2005 entra a far parte della Segreteria nazionale del partito. Nel 2004 è tra i fondatori del Partito della Sinistra Europea ed è eletto nell'esecutivo fino al 2007.
Ha ricoperto per due mandati l'incarico di capogruppo di Rifondazione Comunista nel Comune di Napoli, essendo stato eletto per la prima volta nel 1997 e successivamente nel 2001, risultando in entrambi i casi primo degli eletti.

### Deputato e sottosegretario
Alle elezioni politiche del 2006 viene eletto per la prima volta alla Camera dei deputati, nella circoscrizione Campania 2.
Durante questi due anni a Montecitorio ha fatto parte della II Commissione permanente Giustizia e della Commissione di indirizzo e vigilanza Rai. È stato presidente, per la parte italiana, della Commissione interparlamentare Italia-Venezuela e ha ricoperto l'incarico di capogruppo parlamentare di Rifondazione Comunista - Sinistra Europea presso la Camera dei deputati.
Alle elezioni politiche del 2008 viene candidato con la Sinistra Arcobaleno (alleanza elettorale a cui il PRC partecipa) ma la lista non supera la soglia di sbarramento, perciò Migliore non viene rieletto in Parlamento.

È tra i fondatori dell'Associazione per la sinistra, nata nel dicembre 2008. Il 24 gennaio 2009 lascia Rifondazione Comunista per impegnarsi nella costruzione di un nuovo soggetto della sinistra, a partire dal Movimento per la Sinistra, di cui diviene coordinatore.

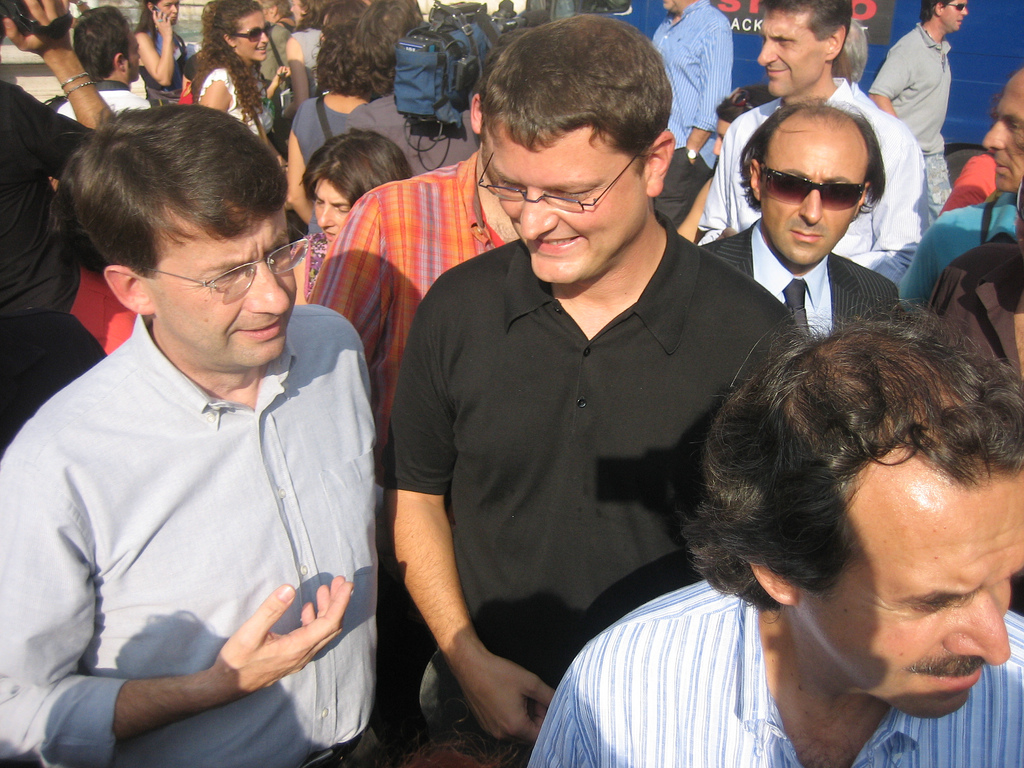
Migliore con Dario Franceschini durante la manifestazione in difesa della libertà di stampa nel 2009

Nel 2009 contribuisce alla fondazione del movimento politico Sinistra e Libertà, da cui nascerà Sinistra Ecologia Libertà (SEL). Fa parte della segreteria nazionale di SEL, ricoprendo l'incarico di responsabile cultura e comunicazione. In seguito al primo congresso del partito diventa membro del coordinamento nazionale dove ricopre l'incarico di responsabile esteri.
Alle elezioni politiche del 2013 viene eletto alla Camera dei deputati nella circoscrizione Campania 1 tra le lista di SEL e viene eletto capogruppo SEL alla Camera.
Il 18 giugno 2014 si dimette da capogruppo alla Camera in seguito alle polemiche nate nel gruppo parlamentare dopo la decisione di votare alla Camera in favore del Decreto IRPEF sugli 80 euro in busta paga per i redditi medio-bassi proposto dal Governo Renzi fondando assieme ad altri parlamentare fuoriusciti da SEL un'associazione chiamata "Libertà e Diritti-Socialisti europei".
Il 22 ottobre 2014 annuncia la sua iscrizione al Partito Democratico, congiuntamente a quella degli altri membri del gruppo parlamentare di LED.
Il 12 marzo 2015 viene chiamato a svolgere la funzione di coordinatore del Partito Democratico del VI municipio di Roma.
Nell'aprile 2015 è stato relatore della nuova legge elettorale proposta dal PD l'Italicum.
Il 17 novembre 2015 entra nella nuova segreteria regionale campana del Partito Democratico.
Il 28 gennaio 2016, in occasione del rimpasto del governo Renzi, è stato nominato sottosegretario di Stato al Ministero della giustizia, incarico confermato nel governo Gentiloni il 29 dicembre 2016.
Viene rieletto deputato alle successive elezioni politiche del 4 marzo 2018, nella circoscrizione Campania 1 per la XVIII legislatura.
A seguito della scissione del PD da parte del gruppo dei parlamentari, a settembre 2019 aderisce a Italia Viva.
Nel 2022 aderisce all'associazione politica L'Italia C'è, fondata dal deputato di IV Gianfranco Librandi e dall'ex vicesegretario di +Europa Piercamillo Falasca.
Alle elezioni politiche del 2022 non si ricandida per un seggio in Parlamento.

### Presidente dell'Assemblea parlamentare del Mediterraneo (PAM)
Il 2 giugno 2021 Gennaro Migliore è stato eletto Presidente dell'Assemblea parlamentare del Mediterraneo (PAM), ottenendo l'81% dei voti da parte delle delegazioni parlamentari alla XV Sessione planetaria della PAM.
L'Assemblea, con sede a Napoli, conta tra membri attivi e membri permanenti 34 parlamenti. È organo transnazionale regionale, provvisto di specifica identità giuridica, e ricopre il ruolo di osservatore presso l'Assemblea generale delle Nazioni Unite. Il suo ruolo consiste nel promuovere la stabilità, la sicurezza e la pace nel bacino del Mediterraneo.

## Incarichi parlamentari
XV Legislatura
- Capogruppo del gruppo parlamentare Rifondazione Comunista - Sinistra Europea, dall'8 maggio 2006 al 28 aprile 2008
- Componente della II Commissione - Giustizia - dal 6 giugno 2006 al 28 aprile 2008
- Componente della Commissione Parlamentare per l'Indirizzo Generale e la Vigilanza dei Servizi Radiotelevisivi dal 15 settembre 2006 al 28 aprile 2008

XVII Legislatura
- Componente nella I Commissione -Affari Costituzionali, Della Presidenza del Consiglio e Interni- dal 7 maggio del 2013 al 3 dicembre 2014 e dal 13 marzo 2015 al 22 marzo 2018
- Componente del Comitato per la Comunicazione e l'Informazione Esterna - dall'11 dicembre 2013 al 21 gennaio 2014
- Presidente della Commissione Parlamentare di Inchiesta sul Sistema di Accoglienza e di Identificazione, nonché sulle condizioni di trattamento dei migranti nei centri di accoglienza - dal 20 marzo 2015 al 18 febbraio 2016
- Componente della Commissione di Studio per la Redazione dei Principi e Linee Guida in Tema di Garanzie, Diritti e Doveri per l'Uso di Internet - dal 28 luglio 2014 al 22 marzo 2018
- Componente della Commissione Parlamentare per l'Indirizzo generale e la vigilanza dei servizi radiotelevisivi - dal 5 giugno 2013 al 16 febbraio 2016
- Sottosegretario di Stato al Ministero della Giustizia, nel governo Renzi, per poi essere riconfermato nel governo Gentiloni il 29 dicembre 2016

XVIII Legislatura
- Componente della III Commissione -Affari Esteri e Comunitari- ( Capo gruppo di Italia Viva in Commissione ) dal 27 settembre 2019
- Componente della Commissione Parlamentare di inchiesta sul fenomeno delle mafie e sulle altre associazioni criminali, anche straniere (Capo gruppo di Italia Viva in Commissione) dal 28 dicembre 2020
- Componente della I Commissione -Affari Costituzionali, della Presidenza del Consiglio e Interni - ( Capo gruppo del PD in Commissione ) dal 21 giugno 2018 al 27 settembre 2019
- Presidente del Comitato speciale per la Lotta al Terrorismo, Assemblea parlamentare del Mediterraneo ( PAM ) - dal 2018
- Presidente dell'Assemblea parlamentare del Mediterraneo -  dal 2 giugno 2021
- Presidente della Commissione sulle tematiche del Medio Oriente presso l'Assemblea della Unione Inter-Parlamentare (IPU)
- Vice-Presidente del Gruppo Italiano presso l'Assemblea dell'Unione Inter-Parlamentare (IPU)
- Presidente del Gruppo di Amicizia Parlamentare Italia-Marocco